# Garnkirk
Garnkirk ist eine Streusiedlung in der schottischen Council Area North Lanarkshire. Es liegt knapp zehn Kilometer ostnordöstlich des Stadtzentrums von Glasgow und etwa 23 Kilometer südwestlich von Falkirk. Garnkirk ist über die nahegelegenen Autobahnen M8, M74 und M80 an das Fernstraßennetz angeschlossen. Die nächstgelegenen Bahnhöfe befinden sich in den etwa zwei Kilometer entfernten Ortschaften Gartcosh und Stepps. Zwischen 1897 und 1921 war Garnkirk Standort der Brennerei Gartloch, die Grain Whisky produzierte.